# 下迪特富特
下迪特富特是德国巴伐利亚州的一个市镇。总面积27.54平方公里，总人口2090人，其中男性1081人，女性1009人（2011年12月31日），人口密度76人/平方公里。